# Verwaltungsgemeinschaft Südliches Saaletal
La Verwaltungsgemeinschaft Südliches Saaletal est une communauté d'administration allemande qui regroupe 20 communes du land de Thuringe, dans l'arrondissement de Saale-Holzland, au centre de l'Allemagne. En 2015, sa population est de 10 749 habitants.

## Source de la traduction
- (de) Cet article est partiellement ou en totalité issu de l’article de Wikipédia en allemand intitulé « Verwaltungsgemeinschaft Südliches Saaletal » (voir la liste des auteurs).